# El Menaouer
El Menaouer (em árabe: المنور) é uma cidade e comuna localizada na província de Mascara, Argélia. Segundo o censo de 2008, a população total da cidade era de 9 690 habitantes.